# Терція (поліграфія)
Терція (1/3 квадрата) (від лат. tertia — третя) — друкарський шрифт, кегель якого становить 16 пунктів (приблизно 6,01 мм).
Застосовується для набору заголовків в книгах, журналах і газетах, набору обкладинок, титульних аркушів й ін..

## Розміри в різних друкарських системах
| Система                             | Кегель метричний (в пунктах) | Розмір в мм | Кегель системи |
| ----------------------------------- | ---------------------------- | ----------- | -------------- |
| Французька нормальна система        | 16                           | 6,016       | 16             |
| Система Фурньє                      | 14,75                        |             | 16             |
| Німецька (Лейпцигська) система      | 15,3                         |             | 8              |
| Англійська система Вільяма Каслона  | 15,9                         |             | 51             |
| Англо-американська пунктова система | 15,01                        | 5,62        | 16             |